# DJ-Kicks: The Black Album
A DJ-Kicks: Rockers Hi-Fi (más néven DJ-Kicks: The Black Album) egy DJ mix album, a Rockers Hi-Fi nevű DJ alkotása. 
A kiadás dátuma: 1997. május 19.; a  Studio !K7 független lemezkiadó adta ki a DJ-kicks sorozat részeként.

## Számok
1. Rockers Intro – Farda P – 0:05
2. Theme from Kung Fu – Jeff Danna – 2:15
3. He Builds the World – Small Fish with Spine – 6:20
4. Feel – Kid Loops – 5:07
5. Candles & Versions – Wraparound Sounds – 4:04
6. Up Through the Down Pipe – DJ Grizzly – 4:02
7. Dub Angel – Snooze vs DJ Cam – 1:58
8. Varispeed – Electric J – 5:40
9. Callacop – Deep Space Network – 2:59
10. Long Life – Prince Far I And The Arabs – 4:38
11. Com-unique-ation – Cee-Mix – 6:34
12. Never Tell You (featuring Tikiman) – Rhythm & Sound – 5:47
13. Twisted System (Ruts D.C. Dub) – Terminalhead & Mr. Spee – 4:42
14. g13 – T Power – 0:51
15. Saidisyabruklinmon – Dr. Israel vs. Loop – 4:51
16. Bad Head Day (Subtropic Cut It Up mix) – Lida Husik – 4:55
17. Dis Ya One – More Rockers – 6:32
18. Rockers Outro – Farda P – 0:30
19. The Black Single (DJ-Kicks Rockers Hi-Fi mix) – Farda P – 4:06